# 石川県道215号森本津幡線

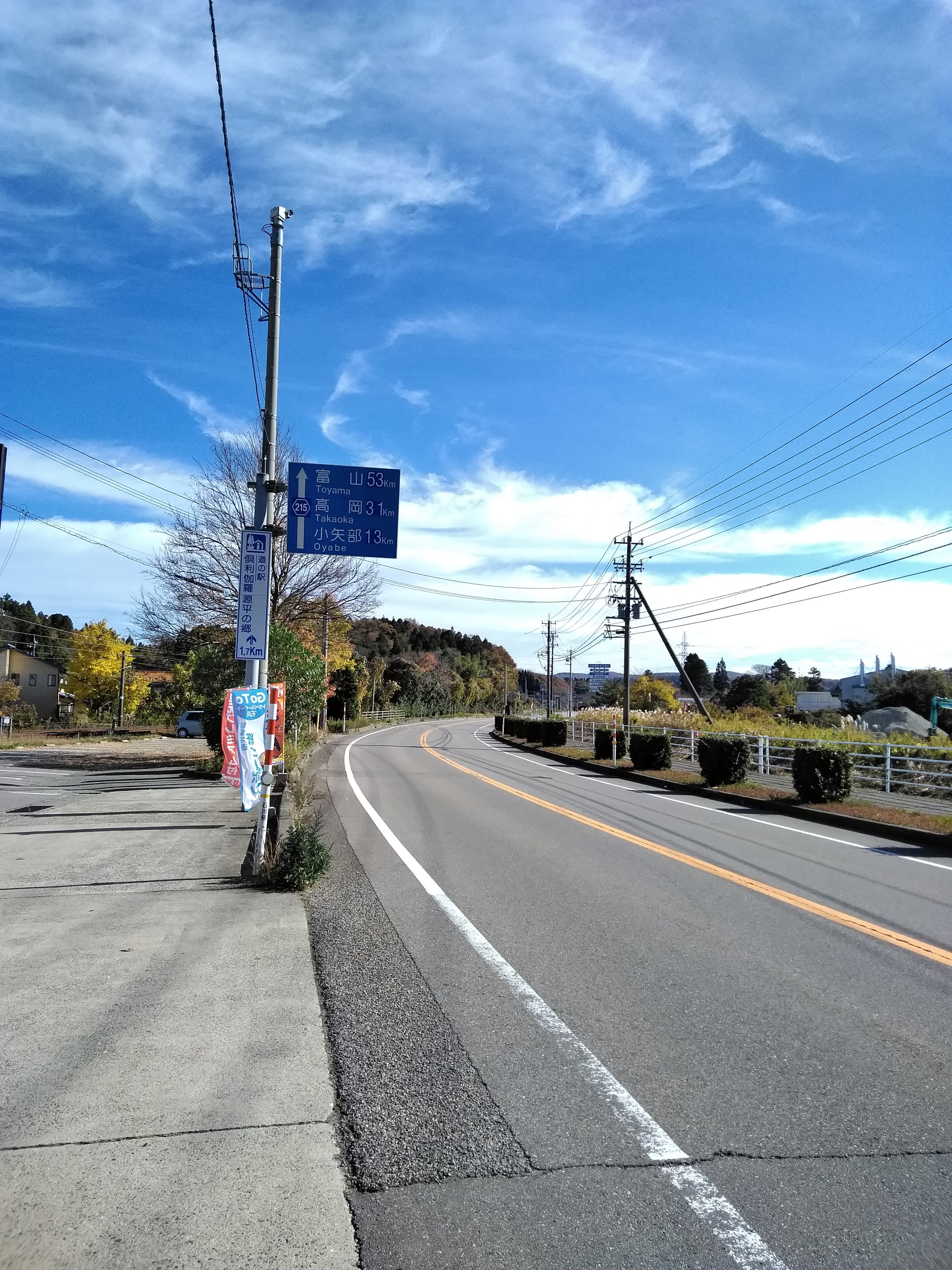
河北郡津幡町杉瀬から下り方向をのぞむ

石川県道215号森本津幡線（いしかわけんどう215ごう もりもとつばたせん）は、石川県金沢市と同県河北郡津幡町とを結ぶ一般県道（石川県道）である。

## 路線概要
- 起点：石川県金沢市弥勒町ホ93番1地先（＝森本交差点・国道359号交点、石川県道201号蚊爪森本停車場線上）
- 終点：石川県河北郡津幡町字刈安48番地先（＝刈安北交差点・国道8号交点、石川県道219号興津刈安線上）

IRいしかわ鉄道線の東側にそって北東に進む。現区間はかつての国道8号および国道159号に該当する（詳細は「歴史」の項を参照）。

## 歴史
- 1960年（昭和35年）10月15日：路線認定。認定当時の経路は以下の通り：河北郡森本町（現・金沢市森本）から、荒屋、八田と北西方向に抜けてから、東に進み、今町地区内に入って、北に折れる。その後、旧北国街道にあたる経路を現在のIRいしかわ鉄道線と並走するように北上し、河北郡津幡町に入る。そのまま津幡町の中心部に入り、現在の四ツ角交差点で西に折れ、現在の県道庄交差点で北に折れる。現在の清水交差点で、当時の国道159号（現在の石川県道59号高松津幡線）と交わり終点。今町地区から国道8号交点までは一方通行であるため、迂回する必要があった。
- 2003年（平成15年）4月1日：旧国道159号の清水交差点から舟橋交差点の区間も認定し、終点が舟橋交差点に移動。
- 2008年（平成20年）4月1日：国道8号津幡北バイパスの開通に伴い、現在の経路（旧国道159号の森本交差点から今町跨線橋の区間、旧国道8号今町跨線橋から刈安北交差点の区間）に変更。 これに伴い、北国街道であった県道は市道と町道に降格となる。

## 通過する自治体
- 石川県
  - 金沢市 - 河北郡津幡町

## 接続路線
- 国道359号、石川県道201号蚊爪森本停車場線（金沢市弥勒町・森本交差点：起点）
- 石川県道201号蚊爪森本停車場線、石川県道205号八田南森本線（金沢市弥勒町・森本北交差点)
- 国道159号金沢東部環状道路（金沢外環状道路山側幹線）（金沢市梅田町・梅田IC交差点）
- 石川県道59号高松津幡線（河北郡津幡町太田・太田南交差点）
- 石川県道212号中尾津幡線（津幡町浅田・浅田交差点）
- 石川県道286号刈安安楽寺線（河北郡津幡町刈安・刈安交差点）
- 国道8号、石川県道219号興津刈安線（河北郡津幡町刈安・刈安北交差点：終点）

## 重複路線
- 石川県道201号蚊爪森本停車場線（金沢市弥勒町・森本交差点 - 同市弥勒町・森本北交差点）

## 周辺施設
- 北陸新幹線
- IRいしかわ鉄道線
  - 森本駅 - 津幡駅 - 倶利伽羅駅
- 森本ターミナルビル ファ・ミ・レ
  - 金沢おぐら座
- マイモールモリモト（ショッピングセンター）
- 金沢東警察署 森本交番
- 石川県立いしかわ特別支援学校
- 金沢市立森本中学校
- 金沢市営森本市民体育館
- シメノドラッグ 森本店
- 森下川
- 桜ケ丘病院
- 特別養護老人ホーム 第2千木園
- キャタピラー教習所 北陸教習センター：キャタピラージャパングループ。
- 金沢市立花園小学校
- 三菱ふそうトラック・バス 北陸ふそう金沢第二工場
- 石川県手取川水道事務所 送水管理分室
- 百円館ザ・ダイソー 津幡南店
- 久世ベローズ工業所
- 国立石川工業高等専門学校
- 石川県立津幡高等学校
- 津幡川
- 日本フィルター工業 津幡工場
- タカラスタンダード 北陸工場
- 特別養護老人ホーム ふぃらーじゅ
- 津幡運動公園
- 道の駅倶利伽羅 源平の郷
- 倶利伽羅郵便局
- 倶利迦羅不動寺 西之坊鳳凰殿
- NTT西日本 倶利伽羅電話交換所
- 富田工業団地
  - フジデリカ 北陸工場
  - あらた 北陸支店
- 津幡町立刈安小学校

## 別名
- 城北大通り（金沢市）